# Nephrangis
Nephrangis – rodzaj roślin z rodziny storczykowatych (Orchidaceae). Rośliny występują w tropikalnej Afryce w takich krajach jak: Burundi, Kamerun, Gabon, Wybrzeże Kości Słoniowej, Kenia, Liberia, Rwanda, Tanzania, Uganda, Zambia, Demokratyczna Republika Konga.

## Morfologia
PokrójEpifityczne rośliny zielne rozgałęziające się monopodialnie. Łodyga długa, ulistniona, nierozgałęziona lub rozgałęziająca się.
LiścieLiście dwurzędowe, igiełkowate.
KwiatyZebrane w kwiatostany wyrastające wzdłuż łodygi naprzeciw liści, 1–6-kwiatowe, krótsze niż liście. Kwiaty drobne, prześwitujące, brązowawe lub zielonobrązowe. Listki okwiatu rozpostarte lub odgięte, warżka z ostrogą. Prętosłup krótki. Rostellum wydłużone, krótko wygięte na wierzchołku. Pylnik jajowaty, kapturkowaty, stępiony. Dwie elipsoidalne pyłkowiny, każda z krótkimi łopatkowo-językowatymi uczepkami. Jedna trójkątna i zaokrąglona tarczka nasadowa (łac. viscidium).

## Systematyka
Rodzaj sklasyfikowany do podplemienia Angraecinae w plemieniu Vandeae, podrodzina epidendronowe (Epidendroideae), rodzina storczykowate (Orchidaceae), rząd szparagowce (Asparagales) w obrębie roślin jednoliściennych.
Wykaz gatunków
- Nephrangis bertauxiana Szlach. & Olszewski
- Nephrangis filiformis (Kraenzl.) Summerh.